# Tony-díj a legjobb férfi főszereplőnek színdarabban
A Tony-díj a legjobb férfi főszereplőnek színdarabban (Tony Award for Best Actor in a Play) a Tony-gálán kerül átadásra, amit a színpadi színészek kiválóságainak hoztak létre 1947-ben az Egyesült Államokban, hogy a Broadwayn fellépő színészeket is díjazhassák. A Tony-díjat Antoinette Perry amerikai színésznő után nevezték el, aki 1946-ban hunyt el. Annak ellenére, hogy a ceremóniát 1947 óta évente tartják, csak 1956-tól kezdték el bejelenteni a többi jelölt nevét is.

## Díjak és jelölések

### Az 1940-es évek
1956-ig csak díjazottakat jelentettek be.

| Év                | Név                                         | Cím                        | Szerep |
| ----------------- | ------------------------------------------- | -------------------------- | ------ |
| 1947 1. Tony-gála |                                             |                            |        |
| José Ferrer       | Cyrano de Bergerac                          | Cyrano de Bergerac         |        |
| Fredric March     | Years Ago                                   | Clinton Jones              |        |
| 1948 2. Tony-gála |                                             |                            |        |
| Henry Fonda       | Mister Roberts                              | Roberts százados           |        |
| Paul Kelly        | Command Decision                            | K.C. Dennis dandártábornok |        |
| Basil Rathbone    | Az örökösnő (The Heiress)                   | Dr. Austin Sloper          |        |
| 1949 3. Tony-gála |                                             |                            |        |
| Rex Harrison      | Anna ezer napja (Anne of the Thousand Days) | VIII. Henrik               |        |

### Az 1950-es évek
1956-tól a jelöltek listáját is nyilvánossá tették.

| Év                  | Színész                                                        | Cím                          | Szerep |
| ------------------- | -------------------------------------------------------------- | ---------------------------- | ------ |
| 1950 4. Tony-gála   |                                                                |                              |        |
| Sidney Blackmer     | Térj vissza, kicsi Sheba! (Come Back, Little Sheba)            | Doc                          |        |
| 1951 5. Tony-gála   |                                                                |                              |        |
| Claude Rains        | Sötétség délben (Darkness at Noon)                             | Rubashov                     |        |
| 1952 6. Tony-gála   |                                                                |                              |        |
| José Ferrer         | The Shrike                                                     | Jim Downs                    |        |
| 1953 7. Tony-gála   |                                                                |                              |        |
| Tom Ewell           | Hétévi vágyakozás (The Seven Year Itch)                        | Richard Sherman              |        |
| 1954 8. Tony-gála   |                                                                |                              |        |
| David Wayne         | Teaház az Augusztusi Holdhoz (The Teahouse of the August Moon) | Szakini                      |        |
| 1955 9. Tony-gála   |                                                                |                              |        |
| Alfred Lunt         | Quadrille                                                      | Diensen                      |        |
| 1956 10. Tony-gála  |                                                                |                              |        |
| Paul Muni           | Aki szelet vet (Inherit the Wind)                              | Henry Drummond               |        |
| Ben Gazzara         | A Hatful of Rain                                               | Johnny Pope                  |        |
| Boris Karloff       | The Lark                                                       | Pierre Cauchon               |        |
| Michael Redgrave    | Trójában nem lesz háború (The Trojan War Will Not Take Place)  | Hektór                       |        |
| Edward G. Robinson  | Middle of the Night                                            | az iparos                    |        |
| 1957 11. Tony-gála  |                                                                |                              |        |
| Fredric March       | Hosszú út az éjszakába (Long Day's Journey into Night)         | James Tyrone Sr.             |        |
| Maurice Evans       | A királyság szekere (The Apple Cart)                           | Magnus király                |        |
| Wilfrid Hyde-White  | The Reluctant Debutante                                        | Jimmy Broadbent              |        |
| Eric Portman        | Külön asztalok (Separate Tables)                               | Mr. Malcolm / Pollock őrnagy |        |
| Ralph Richardson    | A torreádorok tánca (The Waltz of the Toreadors)               | St. Pé ezredes               |        |
| Cyril Ritchard      | Visit to a Small Planet                                        | Kreton                       |        |
| 1958 12. Tony-gála  |                                                                |                              |        |
| Ralph Bellamy       | Napfelkelte Campobellóban (Sunrise at Campobello)              | Franklin D. Roosevelt        |        |
| Richard Burton      | Léocadia (Léocadia)                                            | Albert herceg                |        |
| Hugh Griffith       | Look Homeward, Angel                                           | W.O. Gant                    |        |
| Laurence Olivier    | The Entertainer                                                | Archie                       |        |
| Anthony Perkins     | Look Homeward, Angel                                           | Eugene Gant                  |        |
| Peter Ustinov       | Romanoff and Juliet                                            | az ezredes                   |        |
| Emlyn Williams      | A Boy Growing Up                                               | önmaga                       |        |
| 1959 13. Tony-gála  |                                                                |                              |        |
| Jason Robards       | The Disenchanted                                               | Manley Halliday              |        |
| Cedric Hardwicke    | A Majority of One                                              | Aszano Koicsi                |        |
| Alfred Lunt         | Az öreg hölgy látogatása (The Visit)                           | Anton Schill                 |        |
| Christopher Plummer | J.B.                                                           | Nickles                      |        |
| Cyril Ritchard      | The Pleasure of His Company                                    | Biddeford Poole              |        |
| Robert Stephens     | George Dillon sírfelirata (Epitaph for George Dillon)          | George Dillon                |        |

### Az 1960-as évek
| Év                                | Színész                                                         | Cím                     | Szerep |
| --------------------------------- | --------------------------------------------------------------- | ----------------------- | ------ |
| 1960 14. Tony-gála                |                                                                 |                         |        |
| Melvyn Douglas                    | The Best Man                                                    | William Russell         |        |
| Sidney Poitier                    | A napfény nem eladó (A Raisin in the Sun)                       | Walter Lee Younger      |        |
| Jason Robards                     | Régimódi játékok (Toys in the Attic)                            | Julian Berniers         |        |
| George C. Scott                   | Parancsra tettem (The Andersonville Trial)                      | N. P. Chipman alezredes |        |
| Lee Tracy                         | The Best Man                                                    | Arthur Hockstader       |        |
| 1961 15. Tony-gála                |                                                                 |                         |        |
| Zero Mostel                       | Orrszarvú (Rhinoceros)                                          | John                    |        |
| Hume Cronyn                       | Big Fish, Little Fish                                           | Jimmie Luton            |        |
| Anthony Quinn                     | Becket                                                          | II. Henrik              |        |
| Sam Levene                        | The Devil's Advocate                                            | Dr. Aldo Meyer          |        |
| 1962 16. Tony-gála                |                                                                 |                         |        |
| Paul Scofield                     | Egy ember az örökkévalóságnak (A Man for All Seasons)           | Morus Tamás             |        |
| Fredric March                     | Gideon                                                          | az Úr angyala           |        |
| John Mills                        | Ross                                                            | Ross, a pilóta          |        |
| Donald Pleasence                  | A gondnok (The Caretaker)                                       | Davies                  |        |
| 1963 17. Tony-gála                |                                                                 |                         |        |
| Arthur Hill                       | Nem félünk a farkastól (Who's Afraid of Virginia Woolf?)        | George                  |        |
| Charles Boyer                     | Lord Pengo                                                      | Lord Pengo              |        |
| Paul Ford                         | Never Too Late                                                  | Harry Lambert           |        |
| Bert Lahr                         | The Beauty Part                                                 | különböző szerepek      |        |
| 1964 18. Tony-gála                |                                                                 |                         |        |
| Alec Guinness                     | Dylan                                                           | Dylan Thomas            |        |
| Richard Burton                    | Hamlet (Hamlet)                                                 | Hamlet, dán királyfi    |        |
| Albert Finney                     | Luther                                                          | Luther Márton           |        |
| Jason Robards                     | A bűnbeesés után (After the Fall)                               | Quentin                 |        |
| 1965 19. Tony-gála                |                                                                 |                         |        |
| Walter Matthau                    | Furcsa pár (The Odd Couple)                                     | Oscar Madison           |        |
| John Gielgud                      | Csöppnyi Alicia (Tiny Alice)                                    | Julian                  |        |
| Donald Pleasence                  | Poor Bitos                                                      | Bitos                   |        |
| Jason Robards                     | Hughie                                                          | "Erie" Smith            |        |
| 1966 20. Tony-gála                |                                                                 |                         |        |
| Hal Holbrook                      | Mark Twain Tonight!                                             | Mark Twain              |        |
| Patrick Bedford és Donal Donnelly | Philadelphia, nincs más út! (Philadelphia, Here I Come!)        | Gareth O'Donnell        |        |
| Roland Culver                     | Ivanov (Ivanov)                                                 | Pavel Lebedev           |        |
| Nicol Williamson                  | Elfogadhatatlan tanúvallomás (Inadmissible Evidence)            | Bill Maitland           |        |
| 1967 21. Tony-gála                |                                                                 |                         |        |
| Paul Rogers                       | Hazatérés (The Homecoming)                                      | Max                     |        |
| Hume Cronyn                       | Kényes egyensúly (A Delicate Balance)                           | Tobias                  |        |
| Donald Madden                     | Játék a sötétben (Black Comedy)                                 | Harold Gorringe         |        |
| Donald Moffat                     | Így van (ha így tetszik) (Right You Are (If You Think You Are)) | Laudisi                 |        |
| Donald Moffat                     | A vadkacsa (The Wild Duck)                                      | Hjalmar Ekdal           |        |
| 1968 22. Tony-gála                |                                                                 |                         |        |
| Martin Balsam                     | You Know I Can't Hear You When the Water's Running              | különböző szerepek      |        |
| Albert Finney                     | Tojás Joe halálának egy napja (A Day in the Death of Joe Egg)   | Bri                     |        |
| Milo O’Shea                       | Staircase                                                       | Harry C. Leeds          |        |
| Alan Webb                         | I Never Sang for My Father                                      | Tom Garrison            |        |
| 1969 23. Tony-gála                |                                                                 |                         |        |
| James Earl Jones                  | Jefferson utolsó menete (The Great White Hope)                  | Jack Jefferson          |        |
| Art Carney                        | Lovers                                                          | Andy Tracey             |        |
| Alec McCowen                      | Hadrian the Seventh                                             | William Rolfe atya      |        |
| Donald Pleasence                  | The Man in the Glass Booth                                      | Arthur Goldman          |        |

### Az 1970-es évek
| Év                           | Színész                                                  | Cím                       | Szerep |
| ---------------------------- | -------------------------------------------------------- | ------------------------- | ------ |
| 1970 24. Tony-gála           |                                                          |                           |        |
| Fritz Weaver                 | Child's Play                                             | Jerome Malley             |        |
| James Coco                   | Az utolsó hősszerelmes (The Last of the Red Hot Lovers)  | Barney Cashman            |        |
| Frank Grimes                 | Borstal Boy                                              | a fiatal Behan            |        |
| Stacy Keach                  | Indians                                                  | Buffalo Bill              |        |
| 1971 25. Tony-gála           |                                                          |                           |        |
| Brian Bedford                | Nők iskolája (The School for Wives)                      | Arnolphe                  |        |
| John Gielgud                 | Otthon (Home)                                            | Harry                     |        |
| Ralph Richardson             | Otthon (Home)                                            | Jack                      |        |
| Alec McCowen                 | Emberbarát (The Philanthropist)                          | Philip                    |        |
| 1972 26. Tony-gála           |                                                          |                           |        |
| Cliff Gorman                 | Lenny                                                    | Lenny Bruce               |        |
| Tom Aldredge                 | Bot és gitár (Sticks and Bones)                          | Ozzie                     |        |
| Donald Pleasence             | Wise Child                                               | Mrs. Artminster           |        |
| Jason Robars                 | The Country Girl                                         | Frank Elgin               |        |
| 1973 27. Tony-gála           |                                                          |                           |        |
| Alan Bates                   | Butley                                                   | Ben Butley                |        |
| Jack Albertson               | Napsugár fiúk (The Sunshine Boys)                        | Willie Clark              |        |
| Wilfrid Hyde-White           | The Jockey Club Stakes                                   | Candover márki            |        |
| Paul Sorvino                 | A bajnokság éve (That Championship Season)               | Phil Romano               |        |
| 1974 28. Tony-gála           |                                                          |                           |        |
| Michael Moriarty             | Find Your Way Home                                       | Julian Weston             |        |
| Zero Mostel                  | Ulysses in Nighttown                                     | Leopold Bloom             |        |
| Jason Robards                | Boldogtalan hold (A Moon for the Misbegotten)            | James Tyrone Jr.          |        |
| George C. Scott              | Ványa bácsi (Uncle Vanya)                                | Mikhájl lvovics Asztrov   |        |
| Nicol Williamson             | Ványa bácsi (Uncle Vanya)                                | Iván Petrovics Vojinickij |        |
| 1975 29. Tony-gála           |                                                          |                           |        |
| John Kani és Winston Ntshona | Sizwe Banzi Is Dead / The Island                         | különböző szerepek        |        |
| Jim Dale                     | Scapin furfangjai (Scapino!)                             | Scapino                   |        |
| Peter Firth                  | Equus                                                    | Alan Strang               |        |
| Henry Fonda                  | Clarence Darrow                                          | Clarence Darrow           |        |
| Ben Gazzara                  | Hughie and Duet                                          | "Erie" Smith              |        |
| John Wood                    | Sherlock Holmes                                          | Sherlock Holmes           |        |
| 1976 30. Tony-gála           |                                                          |                           |        |
| John Wood                    | Travesties                                               | Henry Carr                |        |
| Moses Gunn                   | The Poison Tree                                          | Benjamin Hurspool         |        |
| George C. Scott              | Az ügynök halála (Death of a Salesman)                   | Willy Loman               |        |
| Donald Sinden                | Habeas Corpus                                            | Arthur Wicksteed          |        |
| 1977 31. Tony-gála           |                                                          |                           |        |
| Al Pacino                    | The Basic Training of Pavlo Hummel                       | Pavlo Hummel              |        |
| Tom Courtenay                | Otherwise Engaged                                        | Simon                     |        |
| Ben Gazzara                  | Nem félünk a farkastól (Who's Afraid of Virginia Woolf?) | George                    |        |
| Ralph Richardson             | Senkiföldje (No Man's Land)                              | Hirst                     |        |
| 1978 32. Tony-gála           |                                                          |                           |        |
| Barnard Hughes               | Da                                                       | Da                        |        |
| Hume Cronyn                  | Kopogós römi (The Gin Game)                              | Weller Martin             |        |
| Frank Langella               | Dracula                                                  | Dracula gróf              |        |
| Jason Robards                | Egy igazi úr (A Touch of the Poet)                       | Cornelius Melody          |        |
| 1979 33. Tony-gála           |                                                          |                           |        |
| Tom Conti                    | Whose Life Is It Anyway?                                 | Ken Harrison              |        |
| Philip Anglim                | Az elefántember (The Elephant Man)                       | John Merrick              |        |
| Jack Lemmon                  | Jutalomjáték (Tribute)                                   | Scottie Templeton         |        |
| Alec McCowen                 | St. Mark's Gospel                                        | Mark                      |        |

### Az 1980-as évek
| Év                  | Színész                                                          | Cím                          | Szerep |
| ------------------- | ---------------------------------------------------------------- | ---------------------------- | ------ |
| 1980 34. Tony-gála  |                                                                  |                              |        |
| John Rubinstein     | Egy kisebb isten gyermekei (Children of a Lesser God)            | James Leeds                  |        |
| Charles Brown       | Home                                                             | Cephus Miles                 |        |
| Gerald Hiken        | Strider                                                          | Strider                      |        |
| Judd Hirsch         | Talley's Folly                                                   | Matt Friedman                |        |
| 1981 35. Tony-gála  |                                                                  |                              |        |
| Ian McKellen        | Amadeus (Amadeus)                                                | Antonio Salieri              |        |
| Tim Curry           | Amadeus (Amadeus)                                                | Wolfgang Amadeus Mozart      |        |
| Roy Dotrice         | A Life                                                           | Drumm                        |        |
| Jack Weston         | Lebegő fénybuborék (The Floating Light Bulb)                     | Jerry Wexler                 |        |
| 1982 36. Tony-gála  |                                                                  |                              |        |
| Roger Rees          | Nicholas Nickleby (The Life and Adventures of Nicholas Nickleby) | Nicholas Nickleby            |        |
| Tom Courtenay       | Az öltöztető (The Dresser)                                       | Norman                       |        |
| Milo O’Shea         | Mass Appeal                                                      | Tim Farley atya              |        |
| Christopher Plummer | Othello (Othello)                                                | Iago                         |        |
| 1983 37. Tony-gála  |                                                                  |                              |        |
| Harvey Fierstein    | Kakukktojás (Torch Song Trilogy)                                 | Arnold Beckoff               |        |
| Jeffrey DeMunn      | K2                                                               | Taylor                       |        |
| Edward Herrmann     | Plenty                                                           | Raymond Brock                |        |
| Tony Lo Bianco      | Pillantás a hídról (A View from the Bridge)                      | Eddie                        |        |
| 1984 38. Tony-gála  |                                                                  |                              |        |
| Jeremy Irons        | Ez az igazi (The Real Thing)                                     | Henry                        |        |
| Rex Harrison        | Megtört szívek háza (Heartbreak House)                           | Shotover kapitány            |        |
| Calvin Levels       | Open Admissions                                                  | Calvin Jefferson             |        |
| Ian McKellen        | Ian McKellen Acting Shakespeare                                  | Önmaga                       |        |
| 1985 39. Tony-gála  |                                                                  |                              |        |
| Derek Jacobi        | Sok hűhó semmiért (Much Ado About Nothing)                       | Benedick                     |        |
| Jim Dale            | Tojás Joe halálának egy napja (A Day in the Death of Joe Egg)    | Bri                          |        |
| Jonathan Hogan      | As Is                                                            | Rich                         |        |
| John Lithgow        | Requiem for a Heavyweight                                        | Harlan "Mountain" McClintock |        |
| 1986 40. Tony-gála  |                                                                  |                              |        |
| Judd Hirsch         | I'm Not Rappaport                                                | Nat                          |        |
| Hume Cronyn         | The Petition                                                     | Sir Edmund Milne ezredes     |        |
| Ed Harris           | Precious Sons                                                    | Fred                         |        |
| Jack Lemmon         | Hosszú út az éjszakába (Long Day's Journey into Night)           | id. James Tyrone             |        |
| 1987 41. Tony-gála  |                                                                  |                              |        |
| James Earl Jones    | Kerítések (Fences)                                               | Troy Maxson                  |        |
| Philip Bosco        | Sosem lehet tudni (You Never Can Tell)                           | pincér                       |        |
| Richard Kiley       | Édes fiaim (All My Sons)                                         | Joe Keller                   |        |
| Alan Rickman        | Veszedelmes viszonyok (Les Liaisons Dangereuses)                 | Valmont vikomt               |        |
| 1988 42. Tony-gála  |                                                                  |                              |        |
| Ron Silver          | Speed-the-Plow                                                   | Charlie Fox                  |        |
| Derek Jacobi        | A kód feltörése (Breaking the Code)                              | Alan Turing                  |        |
| John Lithgow        | Pillangókisasszony (M. Butterfly)                                | Rene Gallimard               |        |
| Robert Prosky       | A Walk in the Woods                                              | Andrey Botvinnik             |        |
| 1989 43. Tony-gála  |                                                                  |                              |        |
| Philip Bosco        | Botrány az operában (Lend Me a Tenor)                            | Saunders                     |        |
| Mikhail Baryshnikov | Az átváltozás (The Metamorphosis)                                | Gregor Samsa                 |        |
| Victor Garber       | Botrány az operában (Lend Me a Tenor)                            | Max                          |        |
| Bill Irwin          | Largely New York                                                 | a postmodern Hoofer          |        |

### Az 1990-es évek
| Év                  | Színész                                                                    | Cím                        | Szerep |
| ------------------- | -------------------------------------------------------------------------- | -------------------------- | ------ |
| 1990 44. Tony-gála  |                                                                            |                            |        |
| Robert Morse        | Tru                                                                        | Truman Capote              |        |
| Charles S. Dutton   | The Piano Lesson                                                           | Boy Willie                 |        |
| Dustin Hoffman      | A velencei kalmár (The Merchant of Venice)                                 | Shylock                    |        |
| Tom Hulce           | Egy becsületbeli ügy (A Few Good Men)                                      | Daniel A. Kaffee           |        |
| 1991 45. Tony-gála  |                                                                            |                            |        |
| Nigel Hawthorne     | Árnyékország (Shadowlands)                                                 | C.S. Lewis                 |        |
| Peter Frechette     | Our Country's Good                                                         | Ralph Clark százados       |        |
| Tom McGowan         | La Bête                                                                    | Valere                     |        |
| Courtney B. Vance   | Hatszoros ölelés (Six Degrees of Separation)                               | Paul                       |        |
| 1992 46. Tony-gála  |                                                                            |                            |        |
| Judd Hirsch         | Conversations with My Father                                               | Eddie                      |        |
| Alan Alda           | Jake női (Jake's Women)                                                    | Jake                       |        |
| Alec Baldwin        | A vágy villamosa (A Streetcar Named Desire)                                | Stanley Kowalski           |        |
| Brian Bedford       | Two Shakespearean Actors                                                   | William Charles Macready   |        |
| 1993 47. Tony-gála  |                                                                            |                            |        |
| Ron Leibman         | Angyalok Amerikában (Angels in America: A Gay Fantasia on National Themes) | Roy Cohn és egyéb szerepek |        |
| K. Todd Freeman     | The Song of Jacob Zulu                                                     | Jacob Zulu                 |        |
| Liam Neeson         | Anna Christie                                                              | Mat Burke                  |        |
| Stephen Rea         | Someone Who'll Watch Over Me                                               | Edward                     |        |
| 1994 48. Tony-gála  |                                                                            |                            |        |
| Stephen Spinella    | Angyalok Amerikában (Angels in America: A Gay Fantasia on National Themes) | Prior Walter               |        |
| Brian Bedford       | Athéni Timon (Timon of Athens)                                             | Athéni Timon               |        |
| Christopher Plummer | Senkiföldje (No Man's Land)                                                | Spooner                    |        |
| Sam Waterston       | Abe Lincoln in Illinois                                                    | Abraham Lincoln            |        |
| 1995 49. Tony-gála  |                                                                            |                            |        |
| Ralph Fiennes       | Hamlet                                                                     | Hamlet                     |        |
| Brian Bedford       | The Molière Comedies                                                       | Sganarelle                 |        |
| Roger Rees          | Rettenetes szülők (Les Parents terribles)                                  | George                     |        |
| Joe Sears           | A Tuna Christmas                                                           | különböző szerepek         |        |
| 1996 50. Tony-gála  |                                                                            |                            |        |
| George Grizzard     | Kényes egyensúly (A Delicate Balance)                                      | Tobias                     |        |
| Philip Bosco        | Csillagok Buffalóban (Moon Over Buffalo)                                   | George Hay                 |        |
| George C. Scott     | Aki szelet vet (Inherit the Wind)                                          | Henry Drummond             |        |
| Martin Shaw         | Eszményi férj (An Ideal Husband)                                           | Lord Goring                |        |
| 1997 51. Tony-gála  |                                                                            |                            |        |
| Christopher Plummer | Barrymore                                                                  | John Barrymore             |        |
| Brian Bedford       | Londoni arszlánok (London Assurance)                                       | Sir Harcourt Courtly       |        |
| Michael Gambon      | Skylight                                                                   | Tom Sergeant               |        |
| Antony Sher         | Stanley                                                                    | Stanley Spencer            |        |
| 1998 52. Tony-gála  |                                                                            |                            |        |
| Anthony LaPaglia    | Pillantás a hídról (A View from the Bridge)                                | Eddie Carbone              |        |
| Richard Briers      | The Chairs                                                                 | öregember                  |        |
| John Leguizamo      | Freak                                                                      | Önmaga                     |        |
| Alfred Molina       | Art                                                                        | Yvan                       |        |
| 1999 53. Tony-gála  |                                                                            |                            |        |
| Brian Dennehy       | Az ügynök halála (Death of a Salesman)                                     | Willy Loman                |        |
| Brian F. O'Byrne    | Vaknyugat (The Lonesome West)                                              | Valene Connor              |        |
| Corin Redgrave      | Not About Nightingales                                                     | Bert "Boss" Whalen         |        |
| Kevin Spacey        | The Iceman Cometh                                                          | Theodore "Hickey" Hickman  |        |

### A 2000-es évek
| Év                     | Színész                                                       | Cím                                     | Szerep |
| ---------------------- | ------------------------------------------------------------- | --------------------------------------- | ------ |
| 2000 54. Tony-gála     |                                                               |                                         |        |
| Stephen Dillane        | Ez az igazi (The Real Thing)                                  | Henry                                   |        |
| Gabriel Byrne          | Boldogtalan hold (A Moon for the Misbegotten)                 | James Tyrone Jr.                        |        |
| Philip Seymour Hoffman | Valódi Vadnyugat (True West)                                  | Austin                                  |        |
| John C. Reilly         | Valódi Vadnyugat (True West)                                  | Lee                                     |        |
| David Suchet           | Amadeus (Amadeus)                                             | Antonio Salieri                         |        |
| 2001 55. Tony-gála     |                                                               |                                         |        |
| Richard Easton         | The Invention of Love                                         | A. E. Housman (77 évesen)               |        |
| Sean Campion           | Kövekkel a zsebében (Stones in His Pockets)                   | Jake Quinn                              |        |
| Conleth Hill           | Kövekkel a zsebében (Stones in His Pockets)                   | Charlie Conlon                          |        |
| Gary Sinise            | Száll a kakukk fészkére (One Flew Over the Cuckoo's Nest)     | Randle McMurphy                         |        |
| Brian Stokes Mitchell  | King Hedley II                                                | a király                                |        |
| 2002 56. Tony-gála     |                                                               |                                         |        |
| Alan Bates             | Kegyelemkenyéren (Fortune's Fool)                             | Vaszilij Szemjonics Kuzovkin            |        |
| Billy Crudup           | Az elefántember (The Elephant Man)                            | John Merrick                            |        |
| Liam Neeson            | A salemi boszorkányok (The Crucible)                          | John Proctor                            |        |
| Alan Rickman           | Magánélet (Private Lives)                                     | Elyot Chase                             |        |
| Jeffrey Wright         | Topdog/Underdog                                               | Lincoln                                 |        |
| 2003 57. Tony-gála     |                                                               |                                         |        |
| Brian Dennehy          | Hosszú út az éjszakába (Long Day's Journey into Night)        | id. James Tyrone                        |        |
| Brian Bedford          | Tartuffe (Tartuffe)                                           | Orgon                                   |        |
| Eddie Izzard           | Tojás Joe halálának egy napja (A Day in the Death of Joe Egg) | Bri                                     |        |
| Paul Newman            | A mi kis városunk (Our Town)                                  | a rendező                               |        |
| Stanley Tucci          | Frankie and Johnny in the Clair de Lune                       | Johnny                                  |        |
| 2004 58. Tony-gála     |                                                               |                                         |        |
| Jefferson Mays         | A magam asszonya vagyok (I Am My Own Wife)                    | Charlotte von Mahlsdorf és más szerepek |        |
| Simon Russell Beale    | Jumpers                                                       | George                                  |        |
| Kevin Kline            | IV. Henrik, 1. rész (Henry IV, Part 1)                        | Falstaff                                |        |
| Frank Langella         | Meccs (Match)                                                 | Tobi                                    |        |
| Christopher Plummer    | Lear király (King Lear)                                       | Lear király                             |        |
| 2005 59. Tony-gála     |                                                               |                                         |        |
| Bill Irwin             | Nem félünk a farkastól (Who's Afraid of Virginia Woolf?)      | George                                  |        |
| Philip Bosco           | Tizenkét dühös ember (Twelve Angry Men)                       | Harmadik esküdt                         |        |
| Billy Crudup           | A párnaember (The Pillowman)                                  | Katurian                                |        |
| James Earl Jones       | Az aranytó (On Golden Pond)                                   | Norman Thayer Jr.                       |        |
| Brían F. O’Byrne       | Kétely (Doubt)                                                | Flynn atya                              |        |
| 2006 60. Tony-gála     |                                                               |                                         |        |
| Richard Griffiths      | The History Boys                                              | Douglas Hector                          |        |
| Ralph Fiennes          | Hitgyógyász (Faith Healer)                                    | Francis Hardy                           |        |
| Željko Ivanek          | Zendülés a Caine hajón (The Caine Mutiny Court-Martial)       | Phillip Francis Queeg kapitány          |        |
| Oliver Platt           | Shining City                                                  | John                                    |        |
| David Wilmot           | Alhangya (The Lieutenant of Inishmore)                        | Padraic                                 |        |
| 2007 61. Tony-gála     |                                                               |                                         |        |
| Frank Langella         | Frost/Nixon                                                   | Richard Nixon                           |        |
| Boyd Gaines            | Az út vége (Journey's End)                                    | Osborne hadnagy                         |        |
| Brían F. O’Byrne       | The Coast of Utopia                                           | Alexander Herzen                        |        |
| Christopher Plummer    | Aki szelet vet (Inherit the Wind)                             | Henry Drummond                          |        |
| Liev Schreiber         | Talk Radio                                                    | Barry Champlain                         |        |
| 2008 62. Tony-gála     |                                                               |                                         |        |
| Mark Rylance           | Boeing, Boeing – Leszállás Párizsban (Boeing-Boeing)          | Robert Lambert                          |        |
| Ben Daniels            | Veszedelmes viszonyok (Les Liaisons Dangereuses)              | Valmont vikomt                          |        |
| Laurence Fishburne     | Thurgood                                                      | Thurgood Marshall                       |        |
| Rufus Sewell           | Rock 'n' Roll                                                 | Jan                                     |        |
| Patrick Stewart        | Macbeth (Macbeth)                                             | Macbeth                                 |        |
| 2009 63. Tony-gála     |                                                               |                                         |        |
| Geoffrey Rush          | Exit the King                                                 | Berenger király                         |        |
| Jeff Daniels           | Az öldöklés istene (God of Carnage)                           | Alan                                    |        |
| Raúl Esparza           | Speed-the-Plow                                                | Charlie Fox                             |        |
| James Gandolfini       | Az öldöklés istene (God of Carnage)                           | Michael                                 |        |
| Thomas Sadoski         | Reasons to Be Pretty                                          | Greg                                    |        |

### A 2010-es évek
| Év                     | Színész                                                                                 | Cím                                          | Szerep |
| ---------------------- | --------------------------------------------------------------------------------------- | -------------------------------------------- | ------ |
| 2010 64. Tony-gála     |                                                                                         |                                              |        |
| Denzel Washington      | Kerítések (Fences)                                                                      | Troy Maxson                                  |        |
| Jude Law               | Hamlet (Hamlet)                                                                         | Hamlet                                       |        |
| Alfred Molina          | Red                                                                                     | Mark Rothko                                  |        |
| Liev Schreiber         | Pillantás a hídról (A View from the Bridge)                                             | Eddie Carbone                                |        |
| Christopher Walken     | A Behanding in Spokane                                                                  | Carmichael                                   |        |
| 2011 65. Tony-gála     |                                                                                         |                                              |        |
| Mark Rylance           | Az ígéret földje (Jerusalem)                                                            | Johnny "Rooster" Byron                       |        |
| Brian Bedford          | Bunbury (The Importance of Being Earnest)                                               | Lady Bracknell                               |        |
| Bobby Cannavale        | The Motherfucker with the Hat                                                           | Jackie                                       |        |
| Joe Mantello           | The Normal Heart                                                                        | Ned Weeks                                    |        |
| Al Pacino              | A velencei kalmár (The Merchant of Venice)                                              | Shylock                                      |        |
| 2012 66. Tony-gála     |                                                                                         |                                              |        |
| James Corden           | One Man, Two Guvnors                                                                    | Francis Henshall                             |        |
| James Earl Jones       | The Best Man                                                                            | Art Hockstader elnök                         |        |
| Philip Seymour Hoffman | Az ügynök halála (Death of a Salesman)                                                  | Willy Loman                                  |        |
| Frank Langella         | Man and Boy                                                                             | Gregor Antonescu                             |        |
| John Lithgow           | The Columnist                                                                           | Joseph Alsop                                 |        |
| 2013 67. Tony-gála     |                                                                                         |                                              |        |
| Tracy Letts            | Nem félünk a farkastól (Who's Afraid of Virginia Woolf?)                                | George                                       |        |
| Tom Hanks              | Lucky Guy                                                                               | Mike McAlary                                 |        |
| Nathan Lane            | The Nance                                                                               | Chauncey Miles                               |        |
| David Hyde Pierce      | Vanya and Sonia and Masha and Spike                                                     | Vanya                                        |        |
| Tom Sturridge          | Ne hagyj el! (Orphans)                                                                  | Phillip                                      |        |
| 2014 68. Tony-gála     |                                                                                         |                                              |        |
| Bryan Cranston         | All the Way                                                                             | Lyndon B. Johnson elnök                      |        |
| Samuel Barnett         | Vízkereszt, vagy amit akartok (Twelfth Night)                                           | Viola                                        |        |
| Chris O’Dowd           | Egerek és emberek (Of Mice and Men)                                                     | Lennie Small                                 |        |
| Mark Rylance           | III. Richárd (Richard III)                                                              | III. Richárd angol király                    |        |
| Tony Shalhoub          | Act One                                                                                 | Moss Hart / Barnett Hart / George S. Kaufman |        |
| 2015 69. Tony-gála     |                                                                                         |                                              |        |
| Alex Sharp             | A kutya különös esete az éjszakában (The Curious Incident of the Dog in the Night-Time) | Christopher Boone                            |        |
| Steven Boyer           | Hand to God                                                                             | Jason / Tyrone                               |        |
| Bradley Cooper         | Az elefántember (The Elephant Man)                                                      | John Merrick                                 |        |
| Ben Miles              | Wolf Hall Parts One & Two                                                               | Thomas Cromwell                              |        |
| Bill Nighy             | Skylight                                                                                | Tom Sergeant                                 |        |
| 2016 70. Tony-gála     |                                                                                         |                                              |        |
| Frank Langella         | Le Père                                                                                 | Andre                                        |        |
| Gabriel Byrne          | Hosszú út az éjszakába (Long Day's Journey into Night)                                  | id. James Tyrone                             |        |
| Jeff Daniels           | Blackbird (Blackbird)                                                                   | Ray Brooks                                   |        |
| Tim Pigott-Smith       | King Charles III                                                                        | Károly walesi herceg                         |        |
| Mark Strong            | Pillantás a hídról (A View from the Bridge)                                             | Eddie Carbone                                |        |
| 2017 71. Tony-gála     |                                                                                         |                                              |        |
| Kevin Kline            | Ne nevess korán (Present Laughter)                                                      | Garry Essendine                              |        |
| Denis Arndt            | Heisenberg                                                                              | Alex Priest                                  |        |
| Chris Cooper           | Nóra (A Doll's House, Part 2)                                                           | Torvald Helmer                               |        |
| Corey Hawkins          | Hatszoros ölelés (Six Degrees of Separation)                                            | Paul                                         |        |
| Jefferson Mays         | Oslo                                                                                    | Terje Rød-Larsen                             |        |
| 2018 72. Tony-gála     |                                                                                         |                                              |        |
| Andrew Garfield        | Angyalok Amerikában (Angels in America)                                                 | Prior Walter és más szerepek                 |        |
| Tom Hollander          | Travesties                                                                              | Henry Carr                                   |        |
| Jamie Parker           | Harry Potter és az elátkozott gyermek (Harry Potter and the Cursed Child)               | Harry Potter                                 |        |
| Mark Rylance           | Farinelli and the King                                                                  | V. Fülöp spanyol király                      |        |
| Denzel Washington      | The Iceman Cometh                                                                       | Theodore "Hickey" Hickman                    |        |
| 2019 73. Tony-gála     |                                                                                         |                                              |        |
| Bryan Cranston         | Hálózat (Network)                                                                       | Howard Beale                                 |        |
| Paddy Considine        | The Ferryman                                                                            | Quinn Carney                                 |        |
| Jeff Daniels           | Ne bántsátok a feketerigót! (To Kill a Mockingbird)                                     | Atticus Finch                                |        |
| Adam Driver            | Kéretik elégetni (Burn This)                                                            | Pale                                         |        |
| Jeremy Pope            | Choir Boy                                                                               | Pharus Jonathan Young                        |        |

### A 2020-as évek
| Év                         | Színész                                               | Cím                             | Szerep                          |
| -------------------------- | ----------------------------------------------------- | ------------------------------- | ------------------------------- |
| 2020 74. Tony-gála         |                                                       |                                 |                                 |
| Andrew Burnap              | The Inheritance                                       | Toby Darling                    |                                 |
| Ian Barford                | Linda Vista                                           | Wheeler                         |                                 |
| Jake Gyllenhaal            | Sea Wall/A Life                                       | Abe                             |                                 |
| Tom Hiddleston             | Betrayal                                              | Robert                          |                                 |
| Tom Sturridge              | Sea Wall/A Life                                       | Alex                            |                                 |
| Blair Underwood            | A Soldier's Play                                      | Captain Richard Davenport       |                                 |
| 2021                       | Elhalasztva a koronavírus miatt                       | Elhalasztva a koronavírus miatt | Elhalasztva a koronavírus miatt |
| 2022 75. Tony-gála         |                                                       |                                 |                                 |
| Simon Russell Beale        | The Lehman Trilogy                                    | Henry Lehman                    |                                 |
| Adam Godley                | The Lehman Trilogy                                    | Mayer Lehman                    |                                 |
| Adrian Lester              | The Lehman Trilogy                                    | Emanuel Lehman                  |                                 |
| David Morse                | How I Learned to Drive                                | Uncle Peck                      |                                 |
| Sam Rockwell               | American Buffalo                                      | Teach                           |                                 |
| Ruben Santiago-Hudson      | Lackawanna Blues                                      | Various                         |                                 |
| David Threlfall            | Hangmen                                               | Harry Wade                      |                                 |
| 2023 76. Tony-gála         |                                                       |                                 |                                 |
| Sean Hayes                 | Good Night, Oscar                                     | Oscar Levant                    |                                 |
| Yahya Abdul-Mateen II      | Topdog/Underdog                                       | Booth                           |                                 |
| Corey Hawkins              | Topdog/Underdog                                       | Lincoln                         |                                 |
| Stephen McKinley Henderson | Between Riverside and Crazy                           | Pops                            |                                 |
| Wendell Pierce             | Az ügynök halála (Death of a Saleman)                 | Willy Loman                     |                                 |
| 2024 77. Tony-gála         |                                                       |                                 |                                 |
| Jeremy Strong              | A hazaáruló (Folkefiende-ben)                         | Dr. Thomas Stockmann            |                                 |
| William Jackson Harper     | Ványa bácsi (Дядя Ваня)                               | Astrov                          |                                 |
| Leslie Odom Jr.            | Purlie Victorious                                     | Purlie Victorious Judson        |                                 |
| Liev Schreiber             | Kétely (Doubt)                                        | Brendan Flynn atya              |                                 |
| Michael Stuhlbarg          | Patriots                                              | Boris Berezovsky                |                                 |
| 2025 78. Tony-gála         |                                                       |                                 |                                 |
| Cole Escola                | Oh, Mary!                                             | Mary Todd Lincoln               |                                 |
| George Clooney             | Jó estét, jó szerencsét! (Good Night, and Good Luck!) | Edward R. Murrow                |                                 |
| Jon Michael Hill           | Purpose                                               | Nazareth "Naz" Jasper           |                                 |
| Daniel Dae Kim             | Yellow Face                                           | DHH                             |                                 |
| Harry Lennix               | Purpose                                               | Solomon "Sonny" Jasper          |                                 |
| Louis McCartney            | Stranger Things: The First Shadow                     | Henry Creel                     |                                 |

## Statisztika
| Kategória                    | Jelölt                                    | Rekord (díj/jelölés) |
| ---------------------------- | ----------------------------------------- | -------------------- |
| Legtöbbször díjazott színész | Alan Bates                                | 2/2                  |
| Legtöbbször díjazott színész | Bryan Cranston                            | 2/2                  |
| Legtöbbször díjazott színész | Brian Dennehy                             | 2/2                  |
| Legtöbbször díjazott színész | José Ferrer                               | 2/2                  |
| Legtöbbször díjazott színész | Judd Hirsch                               | 2/3                  |
| Legtöbbször díjazott színész | James Earl Jones                          | 2/4                  |
| Legtöbbször díjazott színész | Frank Langella                            | 2/5                  |
| Legtöbbször díjazott színész | Fredric March                             | 2/3                  |
| Legtöbbször díjazott színész | Mark Rylance                              | 2/4                  |
| Legtöbbször jelölt színész   | Brian Bedford                             | 1/7                  |
| Legtöbbször jelölt színész   | Jason Robards                             | 1/7                  |
| Legtöbbször nyert karakter   | George (Nem félünk a farkastól)           | 3/4                  |
| Legtöbbször jelölt karakter  | Eddie Carbone (Pillantás a hídról)        | 1/4                  |
| Legtöbbször jelölt karakter  | George (Nem félünk a farkastól)           | 3/4                  |
| Legtöbbször jelölt karakter  | id. James Tyrone (Hosszú út az éjszakába) | 2/4                  |
| Legtöbbször jelölt karakter  | Willy Loman (Az ügynök halála)            | 1/4                  |

## Külső hivatkozások
- A Tony-díj hivatalos sugárzójának, a CBS-nek a weboldala
- Az Amerikai Színházi Kar hivatalos honlapja
- A Broadway Liga hivatalos honlapja